# Günther Nickel
Günther Nickel (* 24. března 1946 Mnichov) je bývalý západoněmecký atlet, běžec, sprinter a překážkář.

## Sportovní kariéra
Na přelomu 69. a 70. let 20. století patřil k předním běžcům na krátké překážkové tratě. V roce 1968 získal stříbrnou medaili v běhu na 50 metrů překážek na evropských halových hrách. Při premiéře halového mistrovství Evropy v roce 1970 zvítězil v běhu na 60 metrů překážek. Na olympiádě v Mnichově v roce 1972 postoupil do semifinále běhu na 110 metrů překážek. Z této sezóny také pochází jeho osobní rekord na této trati 13,67.